# Течение мыса Игольного
Течение мыса Игольного, или течение Агульяс — тёплое западное пограничное течение на Юго-Западе Индийского океана, являющееся частью направленного на запад Южно-Экваториального течения. Преимущественно проходит вдоль восточного побережья Африки. Течение узкое и быстрое (на поверхности скорость может достигать 200 см/с).